# La suerte de Loli (telenovela estadounidense)
La suerte de Loli es una telenovela de comedia dramática estadounidense producida por Telemundo Global Studios para Telemundo en el 2021. La telenovela es una adaptación de la miniserie argentina homónima, creada por Lorena Miraglia y María José Riera. Se estrenó por Telemundo el 26 de enero de 2021, retomando el horario que dejó 100 días para enamorarnos para producciones originales, y finalizó el 22 de junio del mismo año siendo reemplazado por ficciones turcas.
Está protagonizada por Silvia Navarro, Osvaldo Benavides y Joaquín Ferreira, junto con Gaby Espino y Alejandro López en los roles antagónicos. Contando con Mariana Seoane, Christian Chávez, Gisella Aboumrad, Rodrigo Vidal, Rosa María Bianchi, Javier Díaz Dueñas, Roberto Escobar y las participaciones especiales de Jacqueline Bracamontes, Carlos Ponce, Jeimy Osorio y Jesús Moré.
El primer tráiler promocional de la telenovela salió a la luz el 21 de octubre de 2020, a través de la cuenta oficial de Twitter de Silvia Navarro.

## Trama
La historia gira en torno a Loli Aguilar (Silvia Navarro), una mujer bohemia y exitosa que trabaja como una de las ejecutivas de «Global Radio Group», la emisora de radio número uno en la costa oeste de los Estados Unidos. Mientras que la carrera de Loli sigue en ascenso, hace a un lado su vida amorosa, pasando a un segundo plano mientras disfruta de su libertad y una vida sin compromisos. Sin embargo, su vida da un giro inesperado cuando Mariana (Jacqueline Bracamontes), su mejor amiga, fallece a causa de una enfermedad y le deja todo a Loli, incluidos la custodia y cuidado de sus dos hijos, Sam (Dalexa Meneses) y Nicky (Diego Escalona). La noticia deja a todos con la boca abierta,  especialmente a Loli, quien se siente como la persona menos indicada para cumplir la última voluntad de su mejor amiga. Loli no le quedará más remedio que afrontar su nueva realidad y aprender que el trabajo no lo es todo en la vida, y descubrirá que el verdadero significado del éxito es la familia y el amor.

## Reparto
Se publicó una extensa lista de actores el 15 de octubre de 2020 en un comunicado de prensa a través de la página web de NBCUniversal Media Village.

### Principales
- Silvia Navarro como Dolores «Loli» Aguilar Balderas[10]
- Osvaldo Benavides como Rafael Contreras
- Gaby Espino como Paulina Castro de Contreras[11]
- Carlos Ponce como Armando Gallardo
- Mariana Seoane como Melissa Quintero de Torres[12]
- Joaquín Ferreira como Octavio Córdoba «El midas de la noche»
- Jaqueline Bracamontes como Mariana Torres Tovar[13]
- Rodrigo Vidal como Bruno Tadeo Torres Tovar
- Rosa María Bianchi como Nora «Norita» Torres
- Christian Chávez como Matías Fonseca[14]
- Alejandro López como Vicente Varela
- Dalexa Meneses como Samantha «Sam» Torres
- Marielena Dávila como Jessica Contreras Castro
- Andrés Cotrino como Gabriel Mercado
- Liz Dieppa como Carol Torres Quintero
- Diego Escalona como Nicolás «Nicky» Torres
- Amaranta Ruiz como Guadalupe «Lupe»
- Gisella Aboumrad como Roxana Margarita Estévez «Rox»
- Javier Díaz Dueñas como Domingo Aguilar
- Polo Monárrez como Apolo
- Vince Miranda como Arturo Romero
- Karla Monroig como Rebeca
- Roberto Escobar como Rogelio Varela
- Mika Kubo como Angie Lozada
- Fernando Carrera como Marcelino
- Maite Embil como Bertha Morales
- Ricardo Kleinbaum como el Lic. Gonzalo Ferrer
- Jeimy Osorio como Karen Sandoval[15]
- Jesús Moré como Salvador Bravo «El Renegado»

### Recurrentes
- Elena Medina como Paloma
- Ricardo Álamo como Rufino
- Rodrigo Aragón como Eliseo Morales
- Carlos Acosta-Milian como Heriberto Meza
- Francisco León como Federico Soler
- Xavier Rivero como Ricardo
- Daniela Tapia como Tania
- Michelle Sussett
- George Arkram como David Ramos
- Rafael Pedroza como Artemio
- Salim Rubiales como el terapeuta de Domingo
- Manolo Coego Jr. como Licenciado
- Eduardo Serrano como Alonso Castro
- Aneudy Lara como Romeo
- Mauricio Novoa como Adonis «Adán»
- Frank Fernández como Gustavo
- Omar Wahab como Pete Muñiz
- Laura Garrido como Gemma
- Miguel Augusto Rodríguez como Agustín Llano
- Isabel Moreno como Doña Catalina
- Felipe Betancourt como César
- Elizabeth Chinea como Cristina «Cristy» Mercado
- Xavier Ruvalcaba como Joaquín Llano
- Martha Mijares como Selma Romero
- Álex Pita como Roberto «Divina Gonze»
- Jairo Calero como Jack Scott
- Mauricio Mejía como Lorenzo
- Pedro Pablo Porras como Felipe Rojas «El Terrible Cortez falso»

### Estrellas invitadas especiales
- Paulina Rubio como ella misma[16]
- Manuel Turizo como él mismo[17]
- Luis Coronel como él mismo[17]
- Alberto Cortez «El terrible» como él mismo[18]
- Lupillo Rivera como él mismo[19]
- Alan Ramírez como él mismo[18]
- Oswaldo Silvas «Walo» como él mismo[18]
- Banda MS como ellos mismos[17]

## Episodios
| N.º | Título                          | Fecha de emisión original | Audiencia (millones) |
| --- | ------------------------------- | ------------------------- | -------------------- |
| 1 | «Golpe bajo»                    | 26 de enero de 2021       | 1.50                 |
| Dolores Aguilar, más conocida como «Loli», es una mujer bohemia, profesional y responsable que trabaja como productora ejecutiva en Global Radio y que sueña en ser la nueva V.P. ejecutiva de producción de la compañía. Un día y por azares del destino, Loli sufre la dolorosa perdida de su mejor amiga Mariana y sin imaginar que como herencia, le dejará a cargo a sus dos hijos: la joven y rebelde Sam, y el cariñoso e inocente Nicky; poniendo de cabeza la vida de Loli, debido a que ella en sus planes no esta el de ser mamá. Sin embargo, la vida de Loli se pondrá todavía más de cabeza cuando conoce al encantador Rafael Contreras en un bar, que inesperadamente al día siguiente, es presentado como el nuevo jefe de Loli en Global Radio, quitándole el puesto que Loli había soñado y peleado tanto. - Estrella invitada especial: Paulina Rubio como ella misma. |                                 |                           |                      |
| 2 | «Sorpresa»                      | 27 de enero de 2021       | 1.25                 |
| Rafael es presentado como el nuevo V.P. ejecutivo de producción de Global Radio, y para Loli, será impedimento para odiarlo tras sentirse atraída por el, la atracción de Loli y Rafael iba en aumento hasta que aparece Paulina Castro, la esposa de Rafael. La lectura del testamento de Mariana deja a todos sorprendidos y con la boca abierta, cuando se confirma que deja a Loli como tutora principal de sus dos hijos. Loli no quiere ser mamá, pero tratándose de su mejor amiga, tratará de cuidar de Sam y Nicky. |                                 |                           |                      |
| 3 | «La esposa»                     | 28 de enero de 2021       | 1.25                 |
| Loli no puede tratar de disimular la sorpresa de la llegada de Paulina, Rafael le pide rendir cuentas a Paulina por romper el trato que tenían ellos dos. Las apariencias engañas, ya que Paulina no aparenta ser la mujer dulce de la que Loli conoció. Nicky no puede creer la pérdida de su madre y sale a la calle a tratar de buscarla. |                                 |                           |                      |
| 4 | «Error imperdonable»            | 29 de enero de 2021       | 1.14                 |
| Mientras Loli y Armando están en un momento de pasión, Loli se equivoca de nombre al confundir a Armando con Rafael. Rafael es víctima de las constantes manipulaciones de Paulina. Bruno, el hermano de Mariana tiene serios problemas con su esposa Melissa, sin imaginarse que uno más y valiendo el doble, se sumará cuando esta toca la puerta de su casa. |                                 |                           |                      |
| 5 | «La llamada»                    | 1 de febrero de 2021      | 1.13                 |
| Loli, Rox y Matías se van al bar a tomar, pero tras excederse unas cuantas copas de más, Loli envía a Rafael un mensaje de voz muy comprometedora. Rafael sigue paso a paso el consejo de su abogado, decide darle gusto a su esposa. Nicky encuentra en su madrina a una heroína, tras ser salvado por Loli de ser atropellado. |                                 |                           |                      |
| 6 | «La corazonada»                 | 2 de febrero de 2021      | 1.17                 |
| Paulina empieza a sospechar que pasa algo entre Loli y Rafael, lo cual decide investigar desde invitar a comer a Loli a un restaurante y saber algo de ella. Loli se entera de que Rafael decidió darle a Paulina una segunda oportunidad en su relación, lo cual la tiene algo decepcionada. Nora ya tiene un abogado para pelear la custodia de Sam y Nicky. |                                 |                           |                      |
| 7 | «El donante de esperma»         | 3 de febrero de 2021      | 1.05                 |
| Sam se siente culpable de ver llorar a su hermanito y Loli le hace una promesa a Nicky que encontrará a su padre. Tras dar con la primera pista gracias a que Nicky encontró un documento de la inseminación artificial de Mariana, Loli investiga llamando a SeedBank tras ver que se infiltró datos personales y la fotografía del donante de esperma, Octavio Córdoba; junto con Rox y Matías logra dar con la ubicación en donde el sujeto se encuentra. Bruno se encuentra entre la espada y la pared, tras tocar fondo con el problema que tiene, decide contarle la verdad a Melissa de lo que está pasando. |                                 |                           |                      |
| 8 | «Atrapados»                     | 4 de febrero de 2021      | 1.04                 |
| Rafael tiene una cena importante con Paulina y sus suegros, y Loli debe presentarse en la corte para pelear la custodia de Sam y Nicky, pero circunstancias adversas alteran sus planes, dejándolos encerrados en la cabina de audio de Global Radio. Loli y Rafael sufren lesiones al tratar de salir de la cabina de audio, logrando romper la puerta de esta. Nicky escucha una importante y reveladora conversación entre su Norita y su Loli. |                                 |                           |                      |
| 9 | «Celos»                         | 5 de febrero de 2021      | 1.05                 |
| Después de que Loli visita a Octavio en el bar de estríperes, él se aparece en Global Radio para buscar a Loli. Octavio llama la atención de Rafael, quien comienza a interrogarlo con muchas preguntas, entre ellas, preguntas incómodas. Loli se queda sorprendida con el apoyo de Rafael. |                                 |                           |                      |
| 10 | «Mensaje al corazón»            | 8 de febrero de 2021      | 1.14                 |
| Matías busca a Octavio, habla con el y le entrega un sobre que para Octavio le da un fuerte impacto al corazón que lo hace cambiar de opinión acerca de Nicky. Paulina encuentra a Loli y Rafa en una situación muy bochornosa que se presta para malos entendidos. |                                 |                           |                      |
| 11 | «¡Bienvenido papá!»             | 9 de febrero de 2021      | 1.06                 |
| Gracias a Loli y Matías, se cumple el sueño de Nicky en donde finalmente conoce a Octavio, su padre biológico; no todos como Norita están conformes con dicho encuentro. La imprudencia y metida de pata de Bruno hace que información importante caiga en manos de Paulina, mientras Loli y Rafael chocan de frente. |                                 |                           |                      |
| 12 | «Un día de playa»               | 10 de febrero de 2021     | 1.14                 |
| Octavio trata de evadir su compromiso con Nicky, a lo que Loli busca soluciones y Rafael ofrece su ayuda para dicha situación, sin imaginar que se sumaran invitados inesperados en un día de playa. Un mínimo descuido hace que el paseo finalice antes de lo esperado. |                                 |                           |                      |
| 13 | «Revancha calculada»            | 11 de febrero de 2021     | 1.06                 |
| Los celos invaden la mente de Paulina, haciendo que sean un peligro para Loli. Una decisión empresarial hecha por Vicente, hace que la vida de Loli cambie por completo. Bertha, la trabajadora social, tiene en la mira a Loli, haciendo que la custodia de Sam y Nicky este en peligro. |                                 |                           |                      |
| 14 | «Un salvavidas para Loli»       | 12 de febrero de 2021     | 1.08                 |
| Tras ser despedida de Global Radio, Loli desahoga toda su tristeza y frustración en alguien del quien menos imaginaba; Octavio saca su lado solidario. Rafael toma cartas en el asunto, busca apoyo para resolver la situación del despido de Loli. |                                 |                           |                      |
| 15 | «La nueva vicepresidenta»       | 15 de febrero de 2021     | 1.07                 |
| La vida puede dar giros en las que uno menos espera, Loli acepta la oferta de Don Rogelio y recupera su trabajo. Don Rogelio llega con Loli a Global Radio, todos se sorprenden y es reincorporada como la nueva vicepresidenta adjunta de producción, tal como ella lo había soñado. Rafa y Loli se encuentran en la escuela de Sam y Jessica, pero Paulina llega sin avisar al lugar y los sorprende provocando una serie de situaciones incómodas a Loli en frente de los padres de familia. |                                 |                           |                      |
| 16 | «Cambio de escenario»           | 16 de febrero de 2021     | 1.10                 |
| Loli toma una decisión para estar más cerca que nunca de Sam y Nicky, sin embargo, comete un grave error, se le olvida recoger a Nicky de su entrenamiento de futbol, la cual, le pide una oportunidad más tanto a Nicky como a Norita. Vicente no esta nada contento con la decisión de su padre de reincorporar a Loli a Global Radio, por lo que manda a llamar a Loli y le manda amenazas e indirectas a la nueva vicepresidenta de producción. |                                 |                           |                      |
| 17 | «Octavio lanza una bomba»       | 17 de febrero de 2021     | 1.00                 |
| Vicente cita a una junta a Loli y Rafael, pero indirectamente los pone a competir con tal de ver fracasar a Loli, ella se da cuenta del propósito de su jefe. Paulina invita a Loli y Octavio a cenar con ella y Rafael a su casa. Durante la velada, Paulina y Rafael comienzan a cuestionar a Octavio sobre su relación con Loli. Mientras Loli trata de desviar y cambiar el tema de la conversación, Octavio anuncia que quiere una confirmación formal de Loli y ambos logran irse de la cena. Octavio le dice Loli que en realidad la fue a buscar para comprobar y tener certeza de que Nicky es su hijo biológico, lo cual, le propone hacerse una prueba de paternidad con Nicky. |                                 |                           |                      |
| 18 | «Reuniendo pistas»              | 18 de febrero de 2021     | 0.92                 |
| Loli se las ingenia al conseguir una muestra de ADN de Nicky, pero ella escucha por accidente una conversación de Jessica y Sam, en donde Jessica da a conocer lo que está pasando en su familia, sobre todo, entre sus padres. Loli tiene en la mente que dicha confesión de Jessica, decepcionará profundamente a Rafael. Por la inprudez de Rox, provoca que Arturo se enoje con Matías, quien se encontraba en el Hunky Bar interrogando a Apolo sobre una supuesta infidelidad de parte de él y Matías, y por despecho, Arturo engaña a Matías con otro hombre, pasando la noche en un hotel. Loli cita a Matías y Rox a la casa e idea un plan para desenmascarar a Paulina, lo cual, Rox pospone una entrevista que le iba a realizar a Manuel Turizo en su programa para llevar a cabo el plan de Loli, preguntándole a Paulina en vivo y ante los radioescuchas, sobre el matrimonio por interés. - Estrella invitada especial: Manuel Turizo como él mismo. |                                 |                           |                      |
| 19 | «La infiel»                     | 19 de febrero de 2021     | 1.10                 |
| Loli confronta a Rafael en su oficina debido al matrimonio que tiene de mentira con Paulina, esta entra a la oficina y Loli la desenmascara. Paulina se pone aterrada, lo cual, trata de buscar consuelo en Rafael y no desaprovecha la oportunidad. Loli al estar furiosa, le hace una llamada telefónica a don Rogelio y el siendo buena fuente, se entera del turbio y descarado secreto que esconde la tan famosa Paulina Castro. Octavio le ofrece refugio a Gabriel, un joven de la calle que rescató cuando este era golpeado detrás del bar. |                                 |                           |                      |
| 20 | «Reacción inesperada»           | 22 de febrero de 2021     | 1.05                 |
| Inesperadamente, Paulina va a la casa de Mariana a buscar a Loli y Jessica, para aclarar la situación; Rafael también llega, le hace una confesión a Loli y se enciende la pasión, pero Paulina los escucha y llega a interrumpirlos. Finalmente, Rox reanuda en su programa la entrevista a Manuel Turizo, le pide un consejo para las personas que deciden salir y perdonar a su ex una vez más. Octavio intercepta a Loli antes de llegar al juego de futbol de Nicky y pasa la tarde con ellos dos; Octavio invita a Loli a distraerse un rato a su bar y es acompañada por Matías y Rox. Rox se va del bar y se reconcilia con David. Matías habla con Apolo para confesarle que su matrimonio con Arturo terminó y ellos dos se besan. Rafael se desahoga con Gonzalo contándole lo que siente por Loli. Marcelino cada vez disfraza su mentira, la cual, hunde cada vez más a Bruno en una supuesta infidelidad y Melissa no quiere abrir los ojos. - Estrella invitada especial: Manuel Turizo como él mismo. |                                 |                           |                      |
| 21 | «Al descubierto»                | 23 de febrero de 2021     | 1.07                 |
| Cuando parece que todo esta resuelto en su relación, Paulina le dice a su Rafael que tiene un viaje de trabajo, pero en realidad va al encuentro de otro hombre, quien resulta que el tercero en discordia es Vicente. Loli tiene una cita con Octavio, del cual no termina del todo bien, Rafael aprovecha el supuesto viaje de Paulina para esperar a Loli en su casa. Mientras que Matías y Apolo se entregaban a la pasión, una llamada de Arturo los interrumpe. |                                 |                           |                      |
| 22 | «Cada vez más cerca»            | 24 de febrero de 2021     | 1.21                 |
| Una interrupción inesperada deja a Loli y a Rafael con ganas de subir al otro nivel, el le deja claro a Loli que ya es un hombre libre. Octavio no se decide, aunque recupera el sobre de los resultados de ADN de la basura. Loli y Rafael ayudan a Jessica y Sam a convertir un aburrido ensayo de historia, en un dinámico podcast. |                                 |                           |                      |
| 23 | «Pasión desenfrenada»           | 25 de febrero de 2021     | 1.02                 |
| Tras quedarse muy tarde por terminar el proyecto escolar de Sam y Jessica, Loli y Rafael se dejan llevar por sus sentimientos sin que importe el lugar en donde están, pero por error, dejan registro de su encuentro. Octavio recoge a Nicky en su casa para pasar un día juntos, pero terminan en Global Radio en donde coinciden con Berta, la trabajadora social. Paulina regresa de su supuesto viaje de trabajo y enfrenta a su esposo con una pregunta simple y directa. |                                 |                           |                      |
| 24 | «Amor clandestino»              | 26 de febrero de 2021     | 1.10                 |
| Norita sigue haciendo negocios con Marcelino, sin que Bruno y Melissa se den cuenta. La mentira de Marcelino sube de nivel cuando manipula a Melissa para que acepte a la madre del bebé que espera, quedarse unos días en su casa; Melissa sigue sin darse cuenta de la verdad. Gabriel es herido por unos pandilleros y es rescatado por Octavio y Apolo. Matías conoce al hombre con el que Arturo se metió por despecho. Paulina y Vicente son descubiertos por Jessica. Tras descubrir un audio que registró un encuentro sexual en la cabina, Angie revisa los videos de seguridad y descubre el momento en el que un hombre y una mujer están en el estudio, sin saber que en realidad son Loli y Rafael. Rafael es sorprendido por Loli cuando esta va a su departamento y terminan haciendo el amor. Al día siguiente, el chisme sobre el supuesto encuentro sexual en la cabina radiofónica empieza a volar por toda la oficina de la emisora, saliéndose de control por completo. |                                 |                           |                      |
| 25 | «Expuestos»                     | 1 de marzo de 2021        | 1.06                 |
| Rox ayuda a Paloma a aclarar a todo el personal que los que aparecen en el video de seguridad, no son ella y Ricardito. Loli y Rafael están preocupados por la aparición del video y deciden tomar medidas, ella les cuenta la verdad a Rox y Matías, ellos como aliados la ayudan a obtener el video al saber que Angie lo tiene en su poder. La relación oculta de Rox y David queda al descubierto por Matías. Paulina llega a la oficina de Loli, le confiesa que tiene el video en una USB que le dio Angie y se la entrega, pero antes, la extorsiona con mostrarle la cinta al juez que lleva el caso de la custodia de Sam y Nicky, a cambio de que se aleje de su esposo y no haga sufrir a Jessica. |                                 |                           |                      |
| 26 | «Divide y vencerás»             | 2 de marzo de 2021        | 1.04                 |
| Comienza la audiencia por la custodia de Nicky y Sam, pero las cosas se complican cuando Loli y Norita cometen imprudencias y se descalifican entre ellas en frente de la jueza; la situación empeora cuando Octavio aparece brevemente en la sala de la corte, Nicky lo ve pero en un parpadear, su padre desaparece, haciendo que Nicky se ponga triste y la jueza suspende la audiencia. Bruno logra desenmascarar a Marcelino en frente de Melissa y logra salvar su matrimonio. Rox lanza un breve concurso en su programa, pero se sale de control dicho concurso. Matías se sorprende de ver a Arturo de nueva cuenta. Cuando Loli y Rafael están por salir de viaje, su video íntimo se filtra en los medios; Jessica se entera y le llama a su mamá, esta le confirma que es su padre y Loli los que aparecen en el video. |                                 |                           |                      |
| 27 | «Una sorpresa para Paulina»     | 3 de marzo de 2021        | 0.99                 |
| Arturo esta decidido salvar su matrimonio con Matías, por lo que decide renunciar a su proyecto en San Francisco. Paulina logra pescar en río revuelto y cuenta con el apoyo y respaldo de todos los trabajadores de Global Radio, así como de su público. Rafael y Loli se presentan ante Vicente para asumir su responsabilidad y ponen sus cargos a la orden, por lo que Vicente contrata a Karen, una relacionista pública que ayudara a borrar del mapa el escándalo sexual de Rafa y Loli. Loli toma una decisión dolorosa sobre su relación con Rafael. |                                 |                           |                      |
| 28 | «En desacuerdo»                 | 4 de marzo de 2021        | 1.03                 |
| Loli termina con Rafael debido a como su relación y como es que ha complicado la vida de Loli. Pete, con la ayuda de Gus, logran convencer a Sam y Jessica de ir a su casa, el plan de Pete parece funcionar cuando drogan a Sam y Jessica con una sustancia puesta en sus bebidas; mientras Gus esta en la sala con Sam, Pete aprovecha de la vulnerabilidad de Jessica y la lleva a su recámara para aprovecharse de ella pero Gus no esta de acuerdo de hacer lo mismo con Sam, ella logra detener a Pete y salva a Jessica. Paulina, con la ayuda de Vicente, Rafael y Angie, planea relanzar su imagen, de la esposa perfecta a la divorciada perfecta y sugiere exponer a Loli como la mujer del video.. Octavio va por Nicky al cementerio donde su mamá esta sepultada, pero tras un problema con un proveedor, Octavio regresa al bar y pasa el resto del día con Nicky. Loli habla con Paloma sobre la recaudación de fondos para la hospitalización de su padre al sentirse culpable del malentendido del videoescándalo, pero dicha labor termina fracasando cuando Paloma se entera de que Loli es la mujer con la que la confundieron. Paulina encuentra en mal estado a Sam y Jessica en su casa, a lo cual, Rafael y Loli van para ver lo que pasó con ellas. |                                 |                           |                      |
| 29 | «Secretos revelados»            | 5 de marzo de 2021        | 0.96                 |
| Entre lágrimas, Rox empieza su programa de radio con un consejo de amor emotivo. Arturo sorprende a Matías en Global Radio y con la ayuda de Rox, Lupe y Tania, le vuelve a proponer matrimonio, a lo que Matías le responde con un si. Finalmente, Octavio revisa el resultado de la prueba de ADN, pero las cosas podrían cambiar inesperadamente cuando el resultado sale negativo. Loli, Rafael y Paulina, tras saber Sam y Jessica fueron drogadas, ellas, sobre todo Jessica, ella no esta preparada para confesar lo que sucedió con Gus y Pete; a diferencia de Pete, Gus se preocupa de Sam y Jessica y le pregunta a Carol por qué su prima no fue a la escuela. Loli logra conectar con Sam al contarle su pasado y como conoció a su madre, a raíz de eso, la niña le hace una importante confidencia sobre lo que sucedió con ella y Jessica, por lo que Loli decide pedirle ayuda a Octavio sobre este tipo de problema. |                                 |                           |                      |
| 30 | «Padre desesperado»             | 7 de marzo de 2021        | 1.09                 |
| Octavio llega a la casa de Loli para ayudarla con el tema de Sam y Jessica con las bebidas adulteradas que les dio Pete, aparte de decirle sobre los resultados de los análisis de ADN. Bruno conoce a Doña Catalina, la mejor clienta del Hunky Bar, pero nunca se imaginaria que el fuera las de su tipo de hombre preferido y Melissa empieza con el negocio de la venta de cupcakes. David le llama por teléfono a Rox para pedirle que la deje de acosar. Jessica recibe por mensaje las fotos que Pete le tomo cuando el se estaba aprovechando de ella, Rafael entra en ese momento y pierde la cordura a las fotos que le enviaron a Sam. En la radio, Paloma quiere seguir el consejo de Paulina y proceder con la demanda en contra de Rafael y Loli. Loli le cuenta Rafael lo que pasó con las muchachas y lo cita en la escuela, pero al reconocer a Pete con la ayuda de Sam, el se descontrola y quiere acabarlo a golpes pero el padre de Pete sale en defensa de su hijo. Rox se imagina de tres distintas maneras a César, su admirador secreto. Rafael llega a la casa a avisarle a Jessica que Pete pagará el daño que le ha hecho, Paulina se impresiona al saber la verdad. |                                 |                           |                      |
| 31 | «Autocontrol»                   | 8 de marzo de 2021        | 1.03                 |
| Jessica le agradece a sus padres el apoyo que recibió ante lo que sucedió con Pete. Rox, por estar encaprichada con su galán misterioso, ignora a Luis Coronel, el invitado de su programa y lo termina dejando como conductor invitado. Don Rogelio aconseja a Loli y Rafael en dejar de caer en escándalos. Repentina y lamentablemente, Global Radio pierde a uno de sus mejores clientes, Pedro Muñiz, el padre de Pete y Rafael debe enfrentar las consecuencias, por lo que trata de explicar como fue el problema. Doña Catalina invita a comer a Bruno en su casa. Octavio es invitado a cenar en la casa de Nicky, y por primera vez, Norita se muestra accesible con el y Loli se sorprende con dicho cambio. Karen lleva a Rafael a un lugar en donde puede desquitar su ira destruyendo aparatos electrónicos y muebles. - Estrella invitada especial: Luis Coronel como él mismo. |                                 |                           |                      |
| 32 | «Desarmado»                     | 10 de marzo de 2021       | 1.03                 |
| Por la situación con Sam y Jessica, Paulina y Loli hacen una tregua aliándose por las chicas y van a la escuela para aclarar la situación, Matías y Roxana se sorprenden al verlas juntas. Loli se sorprende que Pedro Muñiz les quitó el patrocinio por el problema de las chicas con Pete, pero Vicente le reclama por la pérdida del patrocinio y Loli le promete que le conseguirá más de dos patrocinadores. Octavio trata de contarle la verdad a Loli sobre que el no es el padre de Nicky, pero ella se adelanta y le dice que compartirá la custodia de Nicky con el, dejándolo impresionado. Vicente le pide a Karen que también le imparta a Loli el taller de control de ira que le esta impartiendo a Rafael. Rox sigue con la idea que César es un hombre atractivo, cuando en realidad es todo lo contrario. Melissa descubre que Bruno ya no trabaja en Global Radio y ambos le confiesan a Norita que Bruno es un ex-convicto. Mientras Sam habla con Jessica por teléfono, recibe un mensaje de Gus, donde le dice que ya no puede quedarse callado y la cita cerca de la escuela. Al final del día, Rafael y Karen van a un bar a tomar, Matías y Roxana coinciden en el lugar y los ven en un plan casualmente romántico. |                                 |                           |                      |
| 33 | «Pasión a flor de piel»         | 11 de marzo de 2021       | 0.99                 |
| Octavio fracasa en su intento de decirle a Loli la verdad, a lo que por su parte, a lo que se aventura en una arriesgada búsqueda del verdadero padre de Nicky, iniciando en el mismo banco de esperma y todo el equipo del Hunky Bar se une para ayudarlo. Paulina da su primer indicio de celos hacia Karen cuando Rafael le dice que todavía seguirá trabajando con la relacionista pública. Rox le cuenta el chisme a Loli que encontró a Rafael, en el mismo bar que se encontraba y acompañado de Karen en un plan romántico; Loli intenta disimular que no le importa pero se hunde en celos. Las secuelas de problema con el hijo de Pedro Muñiz surgen efectos en Global Radio al perder anunciantes; Vicente le pide a Rafa que no se meta más en problemas mientras el va a San Diego. Vicente rechaza las propuestas de Loli sobre el nuevo diseño gráfico de la estación. Arturo le da la sorpresa a Matías que el será encargado de ampliar las oficinas de Global Radio y mientras van por los pasillos de la empresa, Matías conoce al enamorado secreto de Rox. Melissa comienza a sospechar que esta embarazada. Karen le confiesa a Rafael sus sentimientos por el pero la adrenalina sube de inmediato entre ellos, mientras que Loli esta a punto de perder la cabeza. Don Rogelio va a buscar a Loli a casa de los Torres y se reencuentra con Norita, la cual queda sorprendida por los encantos de él y la invita a salir a una gala. |                                 |                           |                      |
| 34 | «Arrebato apasionado»           | 12 de marzo de 2021       | 0.92                 |
| Mientras Karen y Rafael consideran que deben conocerse mejor, Octavio y Loli se dejan llevar por el momento. Paulina acepta la invitación de Vicente de irse por unos días a San Diego. Nicky consuela a su abuelita al estar indecisa con la ropa que se pondrá para salir con Don Rogelio. La cigüeña llega de improvisto, la prueba de embarazo de Melissa da positivo. Sam y Nicky disfrutan de una actividad en familia al lado de Loli y Octavio, pasan el día en un pícnic, Octavio trata de decirle la verdad a Loli pero la situación no se presta. Bruno visita a Doña Catalina y sin esperarlo descubre que ella es la ama de llaves de la casa en la que ella vive. Matías ayuda a César a conquistar a Roxana. Loli y los niños se sorprenden de ver a una Norita muy guapa y vestida de gala. Loli hierve de celos al enterarse de que Rafael salió con Karen. Cristy, la hermana de Gabriel se hace presente detrás del bar para llevarle comida. Sam y Jessica vuelven a vivir una pesadilla cuando Pete aparece borracho afuera de la casa de los Torres. |                                 |                           |                      |
| 35 | «El misterio de la abuela»      | 15 de marzo de 2021       | 1.06                 |
| Mientras que Rafael y Karen se encontraban en una velada romántica, Jessica le llama a su padre para avisarle que Pete está afuera de la casa de Sam, tratando de agredirlas a ella y a Sam; Rafa llega con Karen, al igual que Loli con Octavio, y con la ayuda de este, logran detenerlo y dejarlo en evidencia enfrente de la policía, Karen se da cuenta de que la ira que tenía Rafael en un inicio, estaba justificado. Al día siguiente, la actitud misteriosa de Nora llama mucho la atención de Loli y de sus nietos, lo cual, los hace caer en la curiosidad. Melissa sigue lidiando con algunos de los síntomas de su embarazo y Bruno, al encontrar la prueba de embarazo de su esposa entre la basura, piensa que la prueba es de Carol y trata de acercarse más con ella. Matías y Arturo ponen a prueba sus habilidades paternales con un muñeco de bebé. Loli y Rafael alistan su viaje labora a San Francisco, pero necesita una niñera para que cuide a Sam y Nicky; Octavio llega a la oficina de Loli y se ofrece a cuidarlos. Octavio trata de falsificar la prueba de ADN por el cariño que siente por Nicky, al saber que su verdadero padre biológico está muerto. |                                 |                           |                      |
| 36 | «Sorpresa inoportuna»           | 16 de marzo de 2021       | 1.22                 |
| Con un menaje emotivo, Sam les aclara a sus compañeros de escuela lo que sucedió entre Jessica y Pete, pide también que dejen de juzgarla por algo en la que fue víctima y no en lo que los demás piensan. A raíz de su divorcio con Rafael, Paulina y Angie festejan en el Hunky Bar, sin imaginar que Paulina y Bruno se encontrarían en el lugar, Bruno le pide a Paulina no contar nada de su nuevo trabajo en el bar. Octavio se queda a cargo de Sam y Nicky mientras que Loli y Rafael van a San Francisco. Gabriel, por orden de Octavio, va a la casa de los Torres a arreglar el lavamanos, se reencuentra con Sam y los dos quedan flechados por cupido. Norita desahoga sus frustraciones con Octavio. Melissa le aclara a Bruno que ella es la que esta embarazada y no Carol, Bruno se sorprende de felicidad. Debido a un problema con la reservaciones del hotel, Loli y Rafael comparten la misma habitación; Karen llega de sorpresa y mal interpreta la situación, a lo que Rafael le aclara que entre el y Loli ya no hay nada. |                                 |                           |                      |
| 37 | «Evidencia irrefutable»         | 17 de marzo de 2021       | 1.23                 |
| Paulina y Vicente quedan expuestos ante Loli, lo cual, hay muchas explicaciones que dar sobre su relación clandestina. El verdadero resultado de la prueba de ADN entre Nicky y Octavio sale a la luz, a lo cual, Octavio tendrá que enfrentar las consecuencias. |                                 |                           |                      |
| 38 | «Adición al equipo»             | 18 de marzo de 2021       | 1.02                 |
| El famoso locutor de radio, «El terrible» Cortez, visita Global Radio. Vicente anuncia la incorporación de Karen como la nueva vicepresidenta de publicidad de Global Radio, la sorpresa es general y para Loli es como si le cayera una cubeta de agua helada. Nicky se deprime al saber la verdad. Domingo Aguilar, el padre de Loli, regresa para recuperar la confianza de su hija. - Estrella invitada especial: Alberto Cortez «El terrible» como él mismo. |                                 |                           |                      |
| 39 | «Abandono sin perdón»           | 19 de marzo de 2021       | 1.20                 |
| Domingo, el padre de Loli regresa inesperadamente, para ella es difícil llevar la situación y dejar en el olvido el pasado; le deja claro que no hay espacio para el perdón. Llega la hora de la verdad para Rafael, lo cual, descubre que por años ha sido traicionado por las personas de las que menos se lo esperaba. |                                 |                           |                      |
| 40 | «Vientos de cambio»             | 22 de marzo de 2021       | 1.10                 |
| Tras descubrir que Vicente y Paulina le vieron la cara, Rafael quiere terminar con todo, pero el problema pasa a hacerse más grave cuando la Junta Directiva se reúne para decidir el futuro de Global Radio y de quién tomará las riendas de la radiodifusora, ahora que Vicente fue removido del cargo. Norita le hace a Loli una revelación impactante sobre su padre. - Estrella invitada especial: Alberto Cortez «El terrible» como él mismo. |                                 |                           |                      |
| 41 | «Nuevas experiencias»           | 23 de marzo de 2021       | 0.96                 |
| Los tres vicepresidentes de Global Radio, Loli, Rafael y Karen tendrán que juntar fuerzas y trabajar en equipo mientras se nombra al nuevo presidente de Global Radio, lo cual, ponen en práctica una dinámica que los ayude a tener mejor comunicación como equipo, sin imaginar que vivirán el mejor viaje de su vida. |                                 |                           |                      |
| 42 | «Víctimas de un alucinógeno»    | 24 de marzo de 2021       | 1.03                 |
| El té que tomaron durante la terapia Loli, Karen y Rafael, les causa un viaje psicodélico, la cual, durante un corto periodo de tiempo, pierden el control de sus acciones. Gabriel y Cristina huyen de las autoridades y necesitan esconderse, pidiendo asilo a Sam. |                                 |                           |                      |
| 43 | «Tras las rejas»                | 25 de marzo de 2021       | 0.96                 |
| Debido a una denuncia anónima, a policía llega a casa de Octavio, sin embargo, Loli se encontraba con el y juntos enfrentan las consecuencias y terminan en la estación de policía. Paulina recibe una misteriosa llamada que la dejará sorprendida. - Estrella invitada especial: Alberto Cortez «El terrible» como él mismo. |                                 |                           |                      |
| 44 | «Paulina está en problemas»     | 26 de marzo de 2021       | 1.00                 |
| Paulina es extorsionada con una fotos comprometedoras, a lo cual, el misterioso sujeto le pide un millón de dólares para no llevarlas a la vía pública, Paulina no le queda de otra que pedirle ayuda a Vicente. Rafael le dice a Karen que tienen que hablar, pero ella piensa que es para dar fin a su relación. - Estrella invitada especial: Alberto Cortez «El terrible» como él mismo. |                                 |                           |                      |
| 45 | «Noche de apuestas»             | 29 de marzo de 2021       | 1.00                 |
| Tras abrir un casino clandestino en su casa, Bruno provoca graves problemas, ocasionando que estén en juego una noche de pasión con Melissa y que Domingo apueste la casa de los ahijados de Loli y una camisa original de Pedro Infante que le pertenece a Don Rogelio. Loli llega a impedir que se agrave más la apuesta que realizó su padre. Paulina enfrenta su mayor temor, cuando las fotos comprometedoras de ella y Vicente, se hacen públicas; Jessica se decepciona de su madre por la traición a su padre llevada desde un largo tiempo atrás. Rox y el Terrible Cortez hacen una tregua de paz al leer las favorables opiniones de los fanáticos de su programa. - Estrella invitada especial: Alberto Cortez «El terrible» como él mismo. |                                 |                           |                      |
| 46 | «El renegado»                   | 30 de marzo de 2021       | 1.09                 |
| Tras darse a conocer las fotos comprometedoras entre Paulina y Vicente, Don Rogelio toma estrictas medidas para enfrentar el escándalo, corre a Paulina y ella se desestabiliza. Rafael va con Loli al nuevo centro de terapias para Domingo, pero el pasado se hace presente, cuando Loli se reencuentra con Salvador Bravo, su ex prometido; Loli y Domingo se quedan sorprendidos. Loli se queda todavía más sorprendida cuando escucha el plan de Rafael para rellenar el espacio que dejó vacío Paulina, desea traer a Salvador de nueva cuenta a Global Radio. Rox se decepciona de César cuando escucha que el todavía tiene esposa y esta en el proceso del divorcio. - Estrella invitada especial: Alberto Cortez «El terrible» como él mismo. |                                 |                           |                      |
| 47 | «Sin arrepentimiento»           | 31 de marzo de 2021       | 0.92                 |
| Loli y Salvador se reúnen en una cafetería cerca de Global Radio, ella necesita respuestas sobre cuando Salvador la abandonó, lo que escucha la desconcierta. Vicente le pide matrimonio a Paulina, pero también le hace una propuesta a Karen para ganar terreno. - Estrella invitada especial: Alberto Cortez «El terrible» como él mismo. |                                 |                           |                      |
| 48 | «Desde el corazón»              | 1 de abril de 2021        | 1.04                 |
| Loli y Domingo tienen una conversación sincera, pero el al oír la situación de Nicky y Octavio, sigue guardando un secreto muy parecido que solo le confiesa a Nora, pero a media historia. La Divina Gonze visita a Loli en Global Radio, pero una imprudencia de parte de la Drag Queen, toma de sorpresa a Karen. - Estrella invitada especial: Alberto Cortez «El terrible» como él mismo. |                                 |                           |                      |
| 49 | «Un mujerón»                    | 2 de abril de 2021        | 0.76                 |
| Salvador está impresionado de Loli y le hace una propuesta, puesto que se arrepiente de haberla dejado ir cuando la abandono a ella y a la radiodifusora en el pasado. El Terrible Cortez y Rox lograron llevarse bien y tener una excelente química como colegas, le dice a Rox que es necesario disfrutar la vida, sin imaginar lo que le espera al Terrible en un giro del destino. - Estrella invitada especial: Alberto Cortez «El terrible» como él mismo. |                                 |                           |                      |
| 50 | «La traición»                   | 5 de abril de 2021        | 0.96                 |
| Don Rogelio y la junta directiva de Global Radio toma una decisión muy radical, la cual, hace que Loli no pueda creerlo; ella considera que están actuando en su contra. Karen abre su confianza con Salvador y lo necesita como aliado para alejar más a Loli de Rafael y viceversa. - Estrella invitada especial: Alberto Cortez «El terrible» como él mismo. |                                 |                           |                      |
| 51 | «Planes alterados»              | 6 de abril de 2021        | 0.99                 |
| Al tratar de besar a Gabriel, Sam tiene una regresión en donde recuerda el intento de violación por parte de Gustavo y Pete, por lo que la pone incomoda y hace que Gabriel se saque de onda. Octavio recibe la notificación por correo que lamentablemente le fue negada la licencia de padre sustituto de Gabriel y Cristina; Octavio descuida la computadora y Gabriel se entera de la noticia. Salvador no pierde la esperanza de volverse a ganar la confianza de Loli, le recuerda sus sueños del pasado y le hace una propuesta; Rafael se sorprende al encontrarlos juntos en el ensayo de su programa. Rox conoce a la esposa por interés de César. |                                 |                           |                      |
| 52 | «Cercanía peligrosa»            | 7 de abril de 2021        | 0.93                 |
| Matías le confiesa a Rox está preocupado por la situación de su suegra, cada día se hace más difícil cuidarla y teme que dicha situación afecte su matrimonio con Arturo. Paulina empieza a extrañar su vida laboral en la radio, lo cual, Vicente le produce un podcast desde su casa. Loli quiere asegurarse de que no siente nada por Salvador, pero las cosas se complican cuando Salvador besa a la fuerza a Loli y esta le responde con una cachetada; tras dicho momento, Rafael se encarga de la producción del programa y le sabotea toda la emisión de su programa, a favor de Loli. Sam trata de convencer a Octavio para volver a solicitar la custodia de Gabriel y Cristina, con la ayuda de la Divina Gonze, Octavio acepta. César visita a Rox en Global Radio para decirle que esta buscando abogado que lleve el trámite de su divorcio y le confiesa que la única mujer con la que quiere estar, es con Rox. |                                 |                           |                      |
| 53 | «Propuesta de adopción»         | 8 de abril de 2021        | 0.93                 |
| Para ayudar a Loli y sobre todo a Octavio, Matías le propone a Arturo un plan para resolver la situación de Gabriel y su hermana, a lo que Arturo acepta la idea de adoptarlos. Después de ver una obra de teatro en donde actuaron Jessica y Joaquín, Paulina hace una reunión en su casa, en la que se encontraban Vicente, Rafael, Loli y Salvador —auto invitándose a la reunión para poder estar con Loli—, pero dicha reunión, aumenta las tensiones entre los invitados; Paulina escucha una reveladora conversación telefónica entre Vicente y Karen para sabotear Global Radio. |                                 |                           |                      |
| 54 | «Decepcionado»                  | 9 de abril de 2021        | 0.87                 |
| Loli se alborota al tratar se ser espontánea con Salvador, deciden dejar el programa del Renegado e irse a un muro de rapél a escalar, pero las cosas terminan mal cuando Loli queda colgada sobre el arnés; Rafael llega a ayudarla con la ayuda de los bomberos y Loli llega sana y salva a la casa a abrazar a Sam y Nicky. Rafael, Octavio y Salvador se toman unas copas en el bar hasta ahogarse de alcohol por el despecho de Loli; Salvador llega muy borracho a la casa de Loli e insiste en pedirle una oportunidad, pero Rafael los ve juntos y malinterpreta las cosas. Karen hace comentarios negativos en contra de Loli ante Don Rogelio, pero el la pone en su lugar y para Karen será el punto de partida para tener problemas personales con Loli. |                                 |                           |                      |
| 55 | «Juego sucio»                   | 12 de abril de 2021       | 1.06                 |
| Mientras Rafa escucha las inquietudes de las empleadas de Global Radio, Rox aprovecha para confesarle que Loli sigue enamorada de él y Karen los oye afuera de la oficina. Octavio se encuentra con Agustín Llano a fuera de la escuela de Sam, y descubre que Joaquín es hijo de Agustín y de la mujer que se desmayó en su bar. Melissa sufre los estragos de su embarazo y junto con Bruno, ve el ultrasonido que desafortunadamente para ellos, confirma que serán padres de trillizos. Sam y Octavio van a visitar a Gabriel al albergue y mientras jugaban básquetbol, Sam comienza a sentirse mal Paulina habla con Rafael sobre la conversación telefónica que escuchó de Vicente y Karen para sabotear Global Radio y separarlo de Loli, siembra la duda en Rafael por lo que decide investigar más a fondo, empezando por Karen. César le da la sorpresa a Rox que finalmente se divorció, pero ella reacciona de una manera extraña. Los problemas con Selma se agravan cada vez más, cuando ella piensa que está siendo secuestrada por Arturo y Matías, por lo que ella le llama a la policía. Octavio recibe una postal de Antonio y Ramona, sus padres, pero el no les perdona el abandono que sufrió de ellos a los 10 años. Domingo finalmente tiene la oportunidad de hablar con Loli, le cuenta la verdad de que fue lo que pasó cuando su madre murió, ella se sorprende al saber que el no es su padre.                                  |                                 |                           |                      |
| 56 | «Peligro latente»               | 13 de abril de 2021       | 1.04                 |
| Tras saber que Domingo no es su verdadero padre, Loli se desahoga en Salvador y mientras el la consolaba, Loli recibe una llamada de Octavio, avisándole que Sam esta grave en el hospital. El médico le dice a Loli que tiene una enfermedad que afecta al corazón, lo cual es hereditario; Loli teme perder a Sam como lo fue con Mariana. Rafael llega de sorpresa, logra poner a Karen y Vicente al descubierto. |                                 |                           |                      |
| 57 | «Un lunar como pista»           | 14 de abril de 2021       | 1.08                 |
| En el hospital, Sam le pide de favor a Loli que busque a su verdadero padre biológico, por lo que Loli y Rafael se aventuran a seguir las señales que dejó Mariana y buscan a un músico famoso de regional mexicano con un lunar como característica. Durante la búsqueda, Loli se gana a un admirador enamorado. |                                 |                           |                      |
| 58 | «Todo sea por Sam»              | 16 de abril de 2021       | 1.07                 |
| Para que Sam pueda recuperarse rápido, Loli llega al hospital al lado de Lupillo Rivera, su verdadero padre; Rafael es cómplice en dicha búsqueda. Vicente hace llegar las invitaciones para el lanzamiento de su empresa de radiodifusión, que será la competencia de Global Radio. |                                 |                           |                      |
| 59 | «Bajo hipnosis»                 | 19 de abril de 2021       | 1.06                 |
| Loli y Nicky van con un especialista, el cual, después de proponer una particular terapia de hipnosis en Nicky, la que termina haciendo reacción a la terapia es Loli. Paulina descubre quién es el nuevo socio mayoritario en la nueva empresa de radiodifusión de Vicente. |                                 |                           |                      |
| 60 | «Actitud incontrolable»         | 20 de abril de 2021       | 1.12                 |
| El efecto de la hipnosis que terminó atrapando Loli, causando varios problemas y situaciones incómodas a los que ella buscará dar solución. El festival que organiza Global Radio, está en riesgo de ser cancelado. |                                 |                           |                      |
| 61 | «Inversionista al descubierto»  | 21 de abril de 2021       | 0.97                 |
| Rafael habla con Loli y abiertamente le confiesa sus sentimientos hacia ella, luego descubre por medio de Paulina, que ella es la patrocinadora del festival de Global Radio. Don Rogelio anuncia la decisión sobre quién ocupará la nueva presidencia de la radiodifusora, le confiesa a Rafael un secreto que lo vincula a Loli. |                                 |                           |                      |
| 62 | «Lo que quiero»                 | 22 de abril de 2021       | 0.98                 |
| Loli le reclama a Rafael por haberle ocultado que Paulina es la patrocinadora del festival de música, mientras el le explica lo ocurrido, ella toma una decisión muy importante sobre el festival. Vicente descubre que Paulina le informa todos sus planes a Rafael. |                                 |                           |                      |
| 63 | «Aquí está pasando algo»        | 23 de abril de 2021       | 1.11                 |
| Loli llega sin avisar al apartamento de Rafael, ella se siente agobiada y le parece raro que el no le reciba las llamadas telefónicas. Paulina le pide a Vicente que firme unos documentos que lo dejará impresionado. |                                 |                           |                      |
| 64 | «Vivir engañada»                | 26 de abril de 2021       | 1.12                 |
| Loli se encuentra entre la espada y la pared de la sorpresa y la indignación respectivamente, ella no estaba preparada para saber la verdad sobre su padre biológico. Don Rogelio busca a Vicente para decirle que Loli su media hermana y también es su heredera. |                                 |                           |                      |
| 65 | «Hermanitos»                    | 27 de abril de 2021       | 0.96                 |
| Lleno de envidia, rabia y con ganas de venganza, Vicente visita a Loli para hacerle una indecorosa propuesta al saber que ella decidió romper cualquier trato con Global Radio. Aunque Don Rogelio quiere enmendar sus errores que cometió en el pasado, es señalado y juzgado por todos en la radiodifusora, le terminan dando la espalda. |                                 |                           |                      |
| 66 | «Hoyo en uno»                   | 29 de abril de 2021       | 0.97                 |
| Octavio busca la forma de entretener a Loli tras lo sucedido con Don Rogelio, llevándola a un campo de golf que le dispara los niveles de adrenalina a Loli. Rafael llama a Loli para preguntarle sobre un comprometedor mensaje de correo electrónico que salió de su computadora a todos los correos de Global Radio. |                                 |                           |                      |
| 67 | «Noticias de infarto»           | 30 de abril de 2021       | 0.89                 |
| Loli se entera por Vicente de la importante y riesgosa decisión de Don Rogelio, mientras que a Rafael le hacen saber el paradero del verdadero papá de Nicky. Roxy quiere la verdad sobre César, pero Dulce le miente para poderla quebrantar. |                                 |                           |                      |
| 68 | «¿Inocente?»                    | 3 de mayo de 2021         | 1.04                 |
| Rafael le avisa a Loli que ya dio con el verdadero padre de Nicky, pero su situación está muy complicada de explicar y quieren escuchar su versión de la historia. Don Rogelio le pide una oportunidad a Loli para reparar el error de haberla abandonado y ocularle la verdad. |                                 |                           |                      |
| 69 | «Peligro latente»               | 4 de mayo de 2021         | 0.90                 |
| Rafael recibe la visita inesperada de su hermano que podría convertirse en un problema mayor gracias a la maldad de Paulina. Vicente convoca a toda la junta directiva de la radiodifusora como parte de su plan de venganza hacia su padre. Loli y Rafael quieren ayudar a Raúl Acuña, el padre biológico de Nicky. |                                 |                           |                      |
| 70 | «Revancha consumada»            | 5 de mayo de 2021         | 0.97                 |
| Después de humillar a su padre en frente de toda la junta de Global Radio, Vicente hace un anunció que impacta a Rafael y a todos los empleados de la radiodifusora. Octavio es víctima de la trampa de Agustín Llano. Roxana le mete presión a Dulce para que suelte la sopa. |                                 |                           |                      |
| 71 | «Un dolor oculto»               | 6 de mayo de 2021         | 1.05                 |
| Mientras Rafael duerme, empieza a tener una pesadilla derivado a un trauma, horas después le cuenta dicho problema a Loli y le confiesa cómo murieron sus padres, lo cual, le hace sentirse responsable. Octavio enfrenta a Agustín Llano, después de que este hizo que cerraran el bar, su fechoría tendrá consecuencias. |                                 |                           |                      |
| 72 | «Momento incómodo»              | 7 de mayo de 2021         | 0.86                 |
| Por una pequeña indiscreción de parte de Adonis al ir a buscar a Paulina, ella queda expuesta y evidenciada ante Vicente. Loli le reclama a Leonardo lo que hizo, Rafael escucha la conversación entre ella y su hermano. La esposa de Raúl Acuña se presenta y cuenta su versión de la historia de como es que su marido terminó preso. |                                 |                           |                      |
| 73 | «Una petición complicada»       | 10 de mayo de 2021        | 0.98                 |
| A solo un día para la ejecución de Raúl Acuña, Rafael lo defiende y presiona a las autoridades para cumplir su última voluntad, la cual, es conocer a Nicky, su verdadero hijo. Walo y Alan, de la Banda MS van de visita a Global Radio y le dan un consejo a Roxana en frente de los radioescuchas. - Estrellas invitadas especiales: Oswaldo Silvas «Walo» y Alan Ramírez de la Banda MS como ellos mismos |                                 |                           |                      |
| 74 | «Nicky, el héroe»               | 11 de mayo de 2021        | 0.99                 |
| Nicky se entera de que Raúl Acuña es su verdadero padre, por lo que le pide a Loli que lleve a la manifestación para participar en dicha protesta y así conocer a su padre. Leonardo cuestiona a Paulina sobre lo que siente, pero Vicente escucha la conversación que tienen ellos. |                                 |                           |                      |
| 75 | «Contrademanda»                 | 12 de mayo de 2021        | 0.99                 |
| Loli recibe en su casa una notificación del juzgado, avisándole que alguien ha solicitado ante el tribunal la custodia de los niños. Vicente enfrenta a Paulina, pero ella le deja claro que es lo que hacen por conveniencia. |                                 |                           |                      |
| 76 | «Tío interesado»                | 13 de mayo de 2021        | 1.04                 |
| Bruno y sus intenciones quedan al descubierto, cuando se menciona la herencia que recibirán Sam y Nicky de parte de su madre. Después de sorprenderse de dicha noticia, Sam toma una decisión muy precipitada sin medir las consecuencias. |                                 |                           |                      |
| 77 | «Magnetismo animal»             | 14 de mayo de 2021        | 0.95                 |
| Loli crea un conflicto de intereses al tratar de aceptar una propuesta de trabajo en Miami, pero al mismo tiempo, tiene la oportunidad de expresar sin temor sus sentimientos. Paulina podría salirse bien librada de sus fechorías. |                                 |                           |                      |
| 78 | «Vendiendo a Loli»              | 17 de mayo de 2021        | 0.88                 |
| Loli recibe por parte de un abogado un consejo legal que la deja desconcertada, siendo de ella una opción no planeada. Matías le habla a Roxy acerca de tener un hijo a través de un vientre de alquiler, lo cual le hace una propuesta para ver si ella podría alquilarle su vientre. |                                 |                           |                      |
| 79 | «Cuestión de confianza»         | 18 de mayo de 2021        | 0.97                 |
| 80 | «Cambio de estrategia»          | 19 de mayo de 2021        | 1.00                 |
| 81 | «Asuntos ocultos»               | 20 de mayo de 2021        | 1.00                 |
| 82 | «La oferta está en la mesa»     | 21 de mayo de 2021        | 0.97                 |
| 83 | «Un golpe muy duro»             | 24 de mayo de 2021        | 1.00                 |
| 84 | «Amor espontáneo»               | 25 de mayo de 2021        | 1.04                 |
| 85 | «Lo mejor para todos»           | 26 de mayo de 2021        | 1.02                 |
| 86 | «Grave error»                   | 27 de mayo de 2021        | 0.94                 |
| 87 | «Víbora»                        | 28 de mayo de 2021        | 0.86                 |
| 88 | «Todo sigue en pie»             | 31 de mayo de 2021        | 0.94                 |
| 89 | «Indecisa»                      | 1 de junio de 2021        | 0.95                 |
| 90 | «La familia, lo más importante» | 2 de junio de 2021        | 1.00                 |
| 91 | «Perdóname, hermano»            | 3 de junio de 2021        | 1.10                 |
| 92 | «Todo va a estar bien»          | 4 de junio de 2021        | 0.93                 |
| 93 | «Un adiós forzado»              | 7 de junio de 2021        | 0.65                 |
| 94 | «Porque lo mereces»             | 8 de junio de 2021        | 1.13                 |
| Bruno y Melisa se enteran de la deuda que tienen con Loli, sorprenden a todos al cambiar sus planes. Paulina quiere manipular a Rafael aprovechando su duelo, el temor de Loli podría ser cierto |                                 |                           |                      |
| 95 | «Retiro en solitario»           | 9 de junio de 2021        | 1.13                 |
| Rafael decide tomar un respiro y alejarse de todo, pero Paulina no está dispuesta a ceder, las cosas cambian. Loli llega a Global Radio y enfrenta a Vicente con documentos que la respaldan |                                 |                           |                      |
| 96 | «El regreso a Global Radio»     | 10 de junio de 2021       | 1.06                 |
| Loli regresa a su antiguo puesto para poner las cosas en orden, no es la única en retomar su cargo. Una salida de Jessie y Rafael pone a pensar a Paulina. Loli tiene un nuevo admirador. |                                 |                           |                      |
| 97 | «Paulina lanza una bomba»       | 11 de junio de 2021       | 0.92                 |
| Al enterarse de que Rafael regresó a Global Radio, Paulina retoma su pódcast y aprovecha para marcar territorio. Loli se entera de todo lo que Bruno hizo en su contra por órdenes de Vicente. |                                 |                           |                      |
| 98 | «Mujer apasionada»              | 14 de junio de 2021       | 0.70                 |
| Loli quiere disculparse con Bryan, por la escena con Rafael, y reacciona de forma impulsiva. Paulina descubre lo que hizo Rafael con el corazón de su hermano, hace una elección riesgosa. |                                 |                           |                      |
| 99 | «Acercamiento infructuoso»      | 15 de junio de 2021       | 1.02                 |
| Una cena organizada por Paulina termina mal, luego de una tensa conversación con doble sentido. Vicente intenta manipular a Loli diciéndole que Rafael y su ex quieren quedarse con la radio. |                                 |                           |                      |
| 100 | «El corazón de Leo»             | 16 de junio de 2021       | 1.00                 |
| Loli comienza a dudar de Rafael, el veneno de Vicente hace efecto. Jessie escucha una conversación telefónica de su mamá, impactada con la noticia, le pide explicaciones a su padre. |                                 |                           |                      |
| 101 | «Sin escapatoria»               | 17 de junio de 2021       | 1.03                 |
| Bruno busca a Loli para que escuche una grabación que tiene en el celular, por causalidad, Paulina descubre lo que está pasando. Rafael le cuenta a Sam de dónde vino su nuevo corazón. |                                 |                           |                      |
| 102 | «Tras Vicente»                  | 18 de junio de 2021       | 1.08                 |
| Loli le muestra a Don Rogelio las pruebas contra su hijo, la traición es evidente, luego cuestiona con dureza a Rafael, se siente desilusionada. Vicente no está tan lejos como todos creen. |                                 |                           |                      |
| 103 | «Los «no esposos»»              | 21 de junio de 2021       | 1.24                 |
| Loli y Rafael entienden que el amor es un compromiso en sí mismo. Vicente comete un grave error y un micrófono abierto deja claro delante de todos quien es realmente Paulina Castro. |                                 |                           |                      |

### La suerte de Ada
La suerte de Ada es una sección y mininovela que se emite en el programa Hoy día, protagonizada por Adamari López como ella misma, adentrándose en el universo de la telenovela en donde se muestra la vida de Adamari tras iniciar una carrera como locutora de radio.
| N.º | Título                                                          | Fecha de emisión original | Duración (minutos) |
| --- | --------------------------------------------------------------- | ------------------------- | ------------------ |
| 1 | «Retos en el primer día de trabajo»                             | 25 de febrero de 2021     | 07:34              |
| Adamari López llega a Global Radio para incursionar en el mundo de la radio tras una oferta laboral ofrecida por Vicente. Tras su llegada se tiene que enfrentar a grandes retos y sorpresas. No todo es felicidad como lo esperaba, puesto que tiene que ganarse la confianza de los trabajadores de la radiodifusora, sobre todo de los pesos pesados de Global Radio, Roxana y Paulina. |                                                                 |                           |                    |
| 2 | «¿Amigos o enemigos en el trabajo?»                             | 4 de marzo de 2021        | 06:28              |
| Tras órdenes de Vicente, Matías le tiene que dar a Adamari clases de locución exprés. Pero en su primer día de trabajo en Global Radio despierta celos en inseguridades, sobre todo con Roxana, así que se propone ganarse el corazón de todos con su carisma. |                                                                 |                           |                    |
| 3 | «Un policía pondrá en acalorados aprietos a Adamari»            | 11 de marzo de 2021       | 06:06              |
| La temperatura sube en las clases de locución cuando los estríperes del Hunky Bar llegan a sorprender a Adamari, mientras que ella trata de concentrarse para ser la mejor alumna.. |                                                                 |                           |                    |
| 4 | «Rox defiende su lugar como estrella de la radio»               | 18 de marzo de 2021       | 05:25              |
| Rox y Adamari al fin comparten micrófonos pero, no logran ponerse de acuerdo al aire y crear una buena química de trabajo debido a los celos profesionales de Rox. |                                                                 |                           |                    |
| 5 | «Rox y Adamari hablan de hombres y el miedo al compromiso»      | 25 de marzo de 2021       | 05:43              |
| Rox y Adamari López comparten al aire sus experiencias en el tema de la falta de compromiso de los hombres, aunque la charla no comenzó del todo bien entre ellas, al final la estrella de la radio abre su corazón con Adamari, ganándose su confianza. |                                                                 |                           |                    |
| 6 | «Paulina declara la guerra a Adamari López»                     | 1 de abril de 2021        | 05:48              |
| Paulina Castro no puede permitir que Adamari López se gane el corazón de todos en Global Radio y la quiere ver fuera, lo cual, se las ingeniará para llevar un plan para hacer que salga de la radiodifusora. |                                                                 |                           |                    |
| 7 | «Loli producirá el programa de Adamari»                         | 8 de abril de 2021        | 04:07              |
| Una noticia pone feliz a Adamari López, al enterarse de que Loli será la encargada de producir su programa radiofónico; pero se entera por medio de Lupe, los problemas que enfrenta su productora. |                                                                 |                           |                    |
| 8 | «Paulina se lleva una 'cachetada con guante blanco' de Adamari» | 15 de abril de 2021       | 03:38              |
| Paulina y Adamari se enfrentan cara a cara, pero Paulina no le da una buena y amigable bienvenida. Sin embargo, Adamari le responde inteligentemente, dejó helada a Paulina con las verdades que le dijo. |                                                                 |                           |                    |
| 9 | «¡Llegó el momento de Adamari en familia!»                      | 23 de abril de 2021       | 03:35              |
| Finalmente, llega el día que Adamari López presenta su primer programa de «Adamari en familia», y con mucha alegría, recibe el apoyo de Matías, Rox y Lupe, quienes la ayudaron cuando ella llegó a Global Radio. |                                                                 |                           |                    |

## Producción
El 16 de junio de 2020, Marcos Santana (presidente de Telemundo Global Studios) anunció que la producción marca el debut de Silvia Navarro en Telemundo, así como el regreso de Jaqueline Bracamontes a las telenovelas. La producción ejecutiva corre a cargo de Karen Barroeta, la cual también debuta como productora ejecutiva; acompañada por Ricardo Álvarez Canales y Amaris Páez en la adaptación, así como Miguel Varoni, Danny Gavidia y Richard Schwarz en la dirección de escena. La producción inició grabaciones a principios de octubre de 2020. Originalmente, Mark Tacher llevaría el papel protagónico masculino pero debido a diferencias laborales con Navarro, este salió de la producción; en reemplazo de Tacher, Osvaldo Benavides fue elegido para interpretar su personaje en la producción. Las grabaciones de la telenovela finalizaron el 27 de febrero de 2021.

## Audiencia
| Temporada | Horario (ET/CT)         | Episodios | Primera emisión     | Primera emisión      | Última emisión      | Última emisión       | Prom. de espectadores (millones) |
| Temporada | Horario (ET/CT)         | Episodios | Fecha               | Audiencia (millones) | Fecha               | Audiencia (millones) | Prom. de espectadores (millones) |
| --------- | ----------------------- | --------- | ------------------- | -------------------- | ------------------- | -------------------- | -------------------------------- |
| 1         | Lunes a viernes 9pm/8c. | 103       | 26 de enero de 2021 | 1.50                 | 21 de junio de 2021 | 1.24                 | 1.02                             |